# Hexenturm Jülich

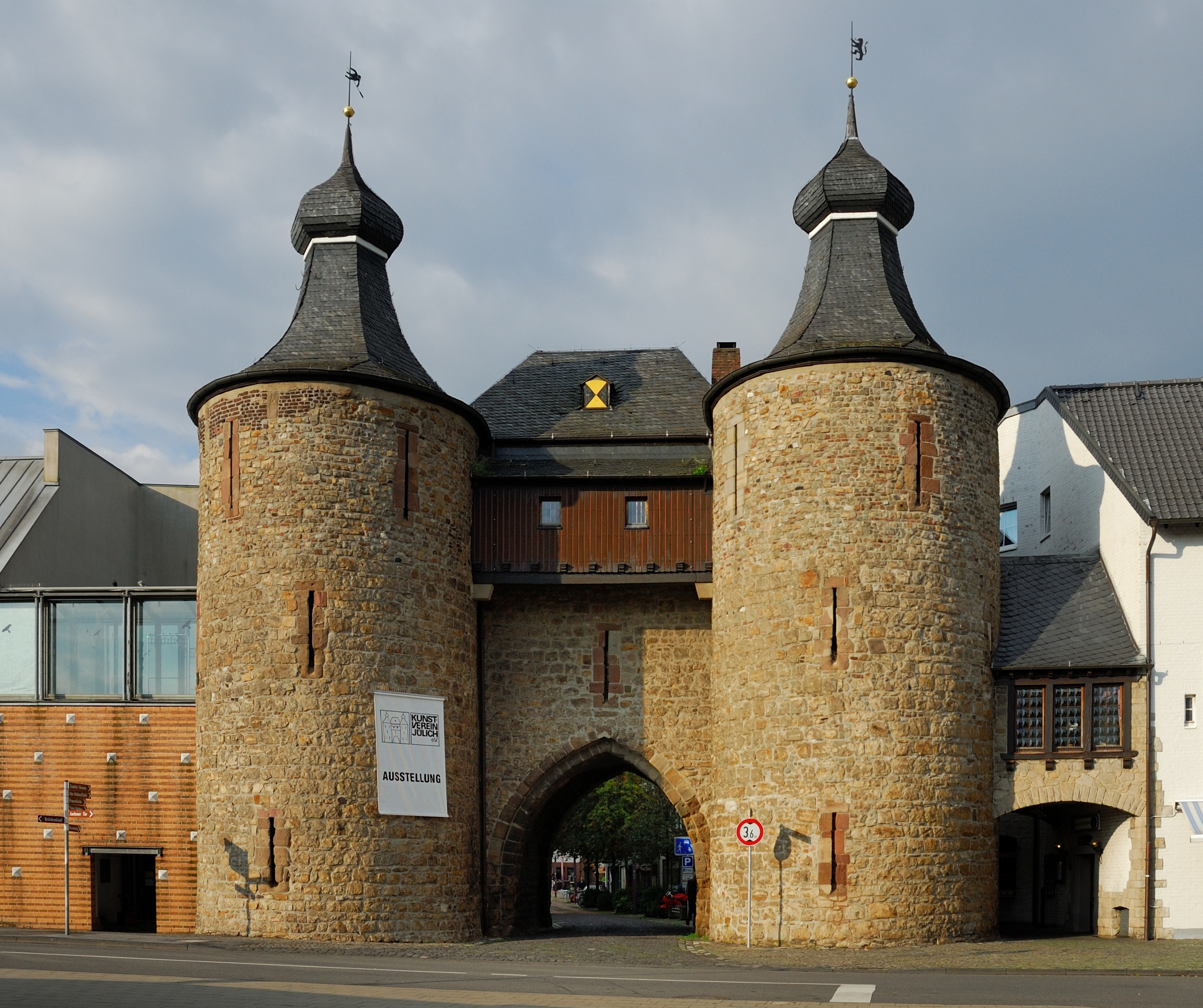
Hexenturm in Jülich (2009)

Der Hexenturm, ursprünglich das „Rurtor“, ist das einzige verbliebene Stadttor (Westtor) der mittelalterlichen Stadtbefestigung und das Wahrzeichen der Stadt Jülich. Er steht auf der Ostseite des Walramplatzes. Im Turm befand sich bis 2006 das Stadtgeschichtliche Museum Jülich.

## Baubeschreibung
Der Hexenturm ist ein typisches gotisches Stadttor vom Typus des Doppelturmtores. Sein Mauerwerk besteht aus Bruchsteinen, die Türme sind bis zum oberen Rand des Mauerwerkes 12,75 m hoch und das Mauerwerk hat eine Stärke von 1,60 bis 2,30 m. Die Tordurchfahrt ist 4,70 m breit und 5,20 m hoch, sie ist mit Führungen für ein Fallgitter versehen. Insgesamt 17 Schießscharten zur Armbrustverteidigung sind vorhanden. Ursprünglich besaßen die beiden Türme zinnenbewehrte Wehrplattformen, die erst im 17. Jahrhundert durch Zwiebeldächer ersetzt wurden. Heute trägt das Tor nach der Restaurierung von 1964 wieder Zwiebelhelme. Die Rahmen der vier Fenster auf der Stadtseite des Torhauses stammen aus dem 18. und 19. Jahrhundert. Auf der Außenseite des Nordturmes ist der Anschluss der gleichzeitig entstandenen Stadtmauer zu erkennen, die an dieser Stelle 1,70 m stark war.

## Geschichte
Das Rurtor, der sogenannte Hexenturm, ist eines von ehemals drei oder vier Stadttoren in der mittelalterlichen Stadtmauer der Stadt Jülich. Auf die einstige Wehrfunktion weisen noch die Schießscharten, das Fallgatter und die Türöffnungen zum Wehrgang hin. Erbaut wurde der Hexenturm Anfang des 14. Jahrhunderts. Der Hexenturm hatte damals viele Namen. Von „Porta Rurae“ (lat. für „Rurtor“), „Rurtor“, „Gefangenenthürn“, „Gefängnußthurm“, „Hessenturm“ bis ab dem 18. Jahrhundert der heutige Name „Hexenturm“ genutzt wurde. Letztere Bezeichnung entstand in der Zeit, in der der Name Hessenturm genutzt wurde und der Bau als Gefängnis des Haupt- und Kriminalgerichts des Herzogtums Jülich genutzt wurde. Er ist insofern irreführend, da aus Jülich nur wenige Einzelverfahren gegen sogenannte Hexen überliefert sind.
Nach der fast vollständigen Zerstörung Jülichs im Zweiten Weltkrieg fanden 1949/1952 erste Sicherungsmaßnahmen am Hexenturm statt, auf die von 1961 bis 1964 eine weitere Restaurierungsphase folgte. In dieser wurden auch die aus dem 17. Jahrhundert herrührenden Zwiebeltürme wieder originalgetreu hergestellt. Zur Dachrekonstruktion standen auch flache Kegelhelme zur Debatte, mit denen der stadtseitige Rechteckbau mit dem Spitzzeltdach die Türme überragt hätte.

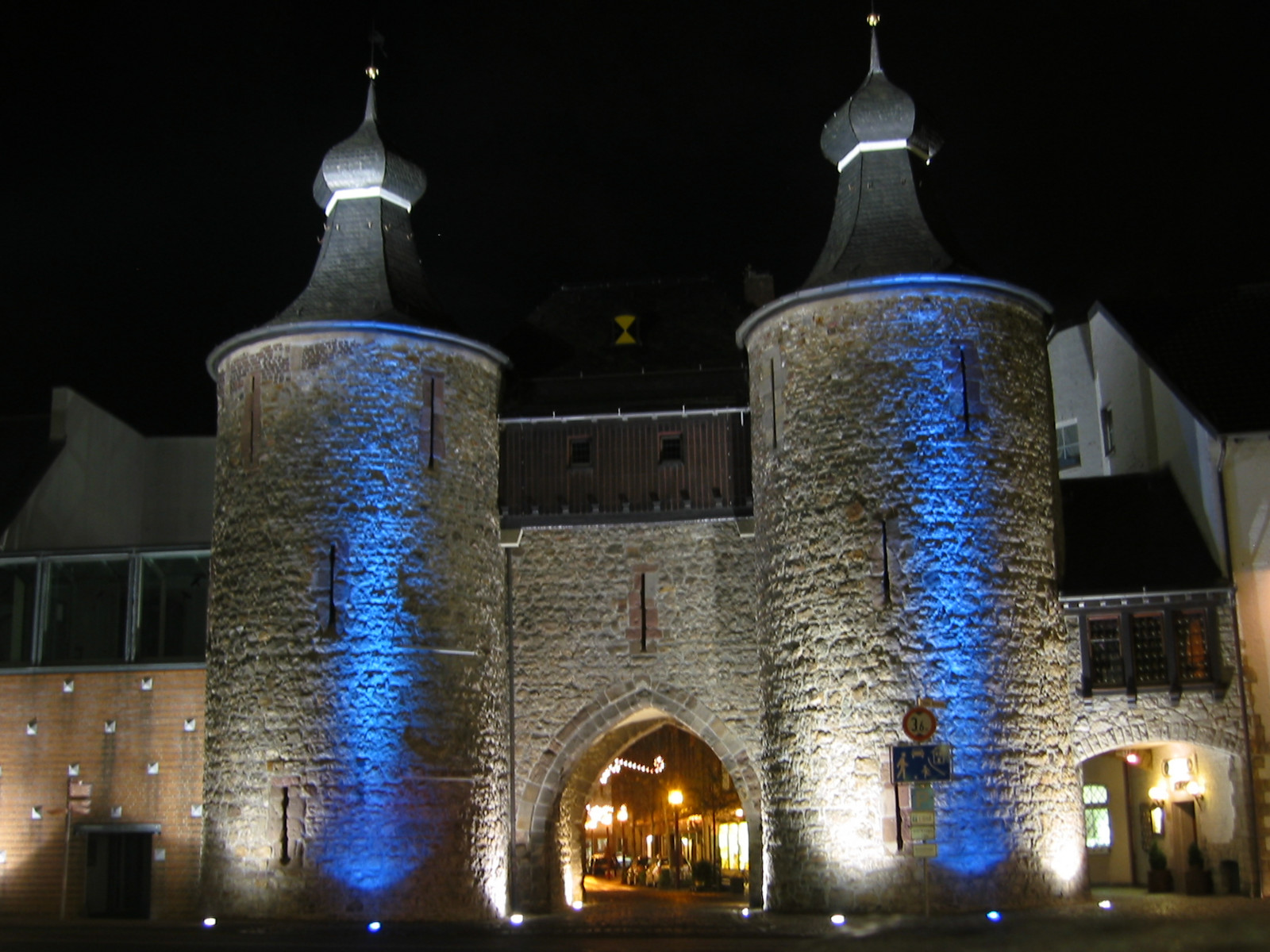
Hexenturm mit Lichtinstallation bei Nacht

Seit dem 29. Oktober 2005 wird der Hexenturm durch das spendenfinanzierte „LICHT(!)projekt“ am Abend und im Winter auch am Morgen mit einer Lichtinstallation aus 22 Leuchten auf beiden Seiten illuminiert. Der Hexenturm bildet den Anfang eines geplanten „Lichterwegs“ durch die Innenstadt bis zur Zitadelle.
Der Kunstverein Jülich e.V. nutzt die Räumlichkeiten des Hexenturms für Ausstellungen diverser Künstler aus der Region und Nachbarländern.